# Freihof-Gymnasium Göppingen
Das Freihof-Gymnasium ist eine sprachlich-naturwissenschaftliche Ganztagsschule in staatlicher Trägerschaft in Göppingen. Bis 1959 war in den Räumen das Hohenstaufen-Gymnasium beheimatet.

## Geschichte
1874 erfolgte die Grundsteinlegung für eine Realschule, heute ist es der Hauptbau des Freihof-Gymnasiums.
1903 begann ein Ausbau zur Oberrealschule mit Reifeprüfung.
1907 erfolgte die Bildung eines Realgymnasiums, vereint mit einer Oberrealschule. Damit einher ging die Übernahme der Tradition der Göppinger Lateinschule.
1938 war die Umbenennung in Hohenstaufen-Oberschule für Jungen,  1954 in Hohenstaufen-Gymnasium.
1959 erfolgte der Umzug des Hohenstaufen-Gymnasiums in ein neues Gebäude in der Hohenstaufenstraße. Es begann die Einrichtung eines Gymnasiums im Aufbau an der Freihofstraße und die Weiterführung der Tradition der Göppinger Lateinschule durch das neue Gymnasium mit grundständigem Latein (1. Fremdsprache ab Klasse 5).
1960 erfolgte die Verleihung des Schulnamens Freihof-Gymnasium.
1963 erfolgte die Erste Reifeprüfung am Freihof-Gymnasium.
1969 begann die Aufnahme eines mathematisch-naturwissenschaftlichen Zweiges.
1971 war der Einzug der Unterstufe des Freihof-Gymnasiums in das Gebäude „Stelzenbau“.
1996 erfolgte die Einrichtung eines Zuges mit naturwissenschaftlichem Profil (statt des bisherigen mathematisch-naturwissenschaftlichen Zweiges) neben den beiden Zügen mit sprachlichem Profil.
1997 fand die Einweihung des Erweiterungsbaus (jetzt Neubau) statt.
1998 kam es zum Auszug aus dem Stelzenbau und 1999 zum Abschluss der Umbauarbeiten im Hauptgebäude.
Das historische Toilettengebäude wurde 2006 abgerissen. Zugleich war der Beginn der Bauarbeiten des Erweiterungsbaus im Innenhof des Hauptgebäudes zur Nutzung für das Ganztagesangebot.

## Lage
Das Freihof-Gymnasium befindet sich in der Göppinger Stadtmitte an der Freihofstraße und besteht aus fünf Gebäuden. Das Haupthaus beherbergt neben der Schulleitung und der Schulbibliothek auch Klassenräume sowie die Fachräume der GWG, Erdkunde und Geschichte. Der Erweiterungsbau verfügt neben der Mensa und einem Internetcafé ebenfalls über Klassenräume. Der sogenannte Neubau verfügt über die Fachräume Biologie, Physik, Chemie, Astronomie und Naturwissenschaft und Technik sowie über den Computerraum und die sogenannte Spritze über die Fachräume Musik und Bildende Kunst sowie außerdem über die Sporthalle und einen Entspannungsraum. Daneben besteht das Haus Gutmann, in dem die Schulküche und die Oberstufenbibliothek sowie weitere Klassenräume untergebracht sind. Der Foggiaplatz wird hier als Schulhof genutzt.

## Fremdsprachen
Als Fremdsprachen werden Latein, Englisch, Französisch sowie Italienisch angeboten. Am Freihof-Gymnasium gibt es ein Schulprofil mit vier Wochenstunden Latein plus drei Wochenstunden Englisch ab Klasse 6.

## Sonstige Angebote
- Schulsanitätsdienst in Zusammenarbeit mit dem Malteser Hilfsdienst

## Partnerschulen
Das Freihof-Gymnasium hat folgende Partnerschulen:
- Liceo Marconi, Foggia (Italien)
- 1. Staatl Gymnasium Sonneberg, Sonneberg (Thüringen, Deutschland)
- Gymnasium am Russischen Museum, St. Petersburg (Russland)
- Mt. Spokane High School, Mt. Spokane (Washington, Vereinigte Staaten)
- Collège Jean ROSTAND, Nîmes (Frankreich)
- Lycée Arbez Carme, Oyonnax (Bellignat, Frankreich)
- Princess Chulabhorn Science High School Phitsanulok, Phitsanulok (Thailand)

## Sportliche Erfolge
- 2003: Hans Pietsch - Memorial 2003 - 1. Deutsche Schul-Go-Mannschaftsmeisterschaft, Zweiter Platz[3]
- 2008: Kellogg’s Tiger Kicker Cup, Mannschaft Mädchen IV, Fünfter Platz.[4]
- 2009: DFB-Schul-Cup 2009, Mädchen IV, Fünfter Platz.[5]

## Persönlichkeiten
- Stefanie Bielmeier (* 1954), Schriftstellerin, Kunsthistorikerin
- Peter Hofelich (* 1952), Politiker
- Wolfgang von Keitz (* 1948), Professor
- Andreas Kißling (* 1984), Flötist
- Beate Merk (* 1957), Politikerin